# 대한민국 제18대 대통령 선거 민주통합당 후보 경선
민주통합당 제18대 대통령 후보 경선은 2012년 대한민국 대통령 선거를 위해 제1야당 민주통합당의 대통령 후보를 선출한 절차를 말한다. 순회 경선 결과 노무현 청와대에서 비서실장을 지낸 문재인 의원이 노풍을 타고 선출되었다.
이후 문재인 후보는 재야 시민 단체들과 야권 정당들이 참여한 '정권교체와 새정치를 위한 국민연대'를 만들고 야권 단일 후보, 이른 바 '국민 후보'로 추대되었다.

## 후보자

### 예비 후보
6월 11일 조경태 의원을 필두로 6월 14일 손학규 전 의원, 6월 17일 문재인 의원, 6월 26일 정세균 의원, 7월 5일 김영환 의원, 7월 8일 김두관 전 경상남도지사, 7월 15일 박준영 전라남도지사, 7월 21일 김정길 전 의원이 대선 출마를 공식 선언하였다.
| 민주통합당 제18대 대통령 선거 예비경선 후보 | 민주통합당 제18대 대통령 선거 예비경선 후보 | 민주통합당 제18대 대통령 선거 예비경선 후보 | 민주통합당 제18대 대통령 선거 예비경선 후보 | 민주통합당 제18대 대통령 선거 예비경선 후보 |
| 기호                                        | 이름                                        | 생년                                        | 경력 | 비고                                        |
| ------------------------------------------- | ------------------------------------------- | ------------------------------------------- | --- | ------------------------------------------- |
| 1                                           | 손학규                                      | 1947년                                      | 민주통합당 상임고문 前 민주당 대표최고위원 前 통합민주당 공동대표최고위원 前 대통합민주신당 당대표 제33대 보건복지부 장관 제31대 경기도지사 제14·15·16·18대 국회의원              | 본경선 진출                                 |
| 2                                           | 조경태                                      | 1968년                                      | 제17·18·19대 국회의원 |                                             |
| 3                                           | 문재인                                      | 1953년                                      | 민주통합당 상임고문 대통령비서실 민정수석비서관 대통령비서실 시민사회수석비서관 제29대 대통령비서실장 제19대 국회의원                                                             | 본경선 진출                                 |
| 4                                           | 박준영                                      | 1946년                                      | 제34·35·36대 전라남도지사 대통령비서실 공보수석비서관 겸 대변인 국정홍보처 차장                                                                                                   | 본경선 진출                                 |
| 5                                           | 김정길                                      | 1945년                                      | 초대 행정자치부 장관 대통령비서실 정무수석비서관 대한태권도협회 회장 대한체육회 회장 제12·13대 국회의원                                                                           |                                             |
| 6                                           | 김두관                                      | 1958년                                      | 제5대 행정자치부 장관 제34대 경상남도지사 제38·39대 경상남도 남해군수 | 본경선 진출                                 |
| 7                                           | 김영환                                      | 1955년                                      | 제21대 과학기술부 장관 제15·16·18·19대 국회의원 |                                             |
| 8                                           | 정세균                                      | 1950년                                      | 민주통합당 상임고문 前 민주당 대표최고위원 前 열린우리당 의장 前 열린우리당 원내대표 前 새천년민주당·열린우리당 정책위원회 의장 제9대 산업자원부 장관 제15·16·17·18·19대 국회의원 | 본경선 진출                                 |

### 본 경선 후보
민주통합당은 예비 후보들에 대한 여론조사를 실시하고 당원 여론조사와 일반 국민 여론조사를 각각 50% 씩 합산해 상위 후보 5명만을 본 경선에 진출시키기로 했다. 7월 29일부터 30일까지 이틀 간 실시된 여론조사 결과, 조경태·김정길·김영환 등 세 후보가 최하위를 기록해 탈락하게 되었다. 그러나 본 경선 진출이 확정된 박준영 후보가 경선 전 후보 사퇴를 선언하여, 민주통합당 경선에는 네 명의 후보가 진출하게 되었다.
| 민주통합당 제18대 대통령 선거 본경선 후보 | 민주통합당 제18대 대통령 선거 본경선 후보 | 민주통합당 제18대 대통령 선거 본경선 후보 | 민주통합당 제18대 대통령 선거 본경선 후보 | 민주통합당 제18대 대통령 선거 본경선 후보 |
| 기호                                      | 이름                                      | 생년                                      | 경력 | 비고                                      |
| ----------------------------------------- | ----------------------------------------- | ----------------------------------------- | --- | ----------------------------------------- |
| 1                                         | 정세균                                    | 1950년                                    | 민주통합당 상임고문 前 민주당 대표최고위원 前 열린우리당 의장 前 열린우리당 원내대표 前 새천년민주당·열린우리당 정책위원회 의장 제9대 산업자원부 장관 제15·16·17·18·19대 국회의원 |                                           |
| 2                                         | 김두관                                    | 1958년                                    | 제5대 행정자치부 장관 제34대 경상남도지사 제38·39대 경상남도 남해군수 |                                           |
| 3                                         | 손학규                                    | 1947년                                    | 민주통합당 상임고문 前 민주당 대표최고위원 前 통합민주당 공동대표최고위원 前 대통합민주신당 당대표 제33대 보건복지부 장관 제31대 경기도지사 제14·15·16·18대 국회의원              |                                           |
| 4                                         | 문재인                                    | 1953년                                    | 민주통합당 상임고문 대통령비서실 민정수석비서관 대통령비서실 시민사회수석비서관 제29대 대통령비서실장 제19대 국회의원                                                             | 최종 후보 선출                            |
| 5                                         | 박준영                                    | 1946년                                    | 제34·35·36대 전라남도지사 대통령비서실 공보수석비서관 겸 대변인 국정홍보처 차장                                                                                                   | 후보 사퇴                                 |

## 경선
민주통합당은 8월 25일 제주를 시작으로 경선을 시작했으나, 26일, 손학규·김두관·정세균 후보가 전화 도중 전화를 끊으면 무효표 처리되는 모바일 투표 특성상 이름이 제일 끝에 불리는 기호 4번 문재인 후보 지지표 외의 표들이 대거 무효표 처리되었을 수 있다는 의혹을 제기했다. 민주통합당 지도부는 이미 실시된 제주, 울산 지역의 투표를 재검표하고 모바일투표의 고지사항을 강화하기로 결정했으나 세 후보가 울산 경선에 불참함으로써 경선은 파행으로 치달았다. 다음 날 제주·울산 지역 모바일 투표에 문제점이 없다고 결과가 발표되자 후보들은 경선에 복귀하였다. 9월 16일, 서울 경선을 마지막으로 경선은 막을 내렸으며, 총 유효투표수 과반을 넘은 문재인 후보가 민주통합당의 제18대 대선 후보로 선출되었다.
투표율은 선거인단 1,083,579명 중 614,257명이 투표하여 56.69%를 기록했다.
| 날짜      | 권역           | 권역      | 정세균 | 정세균 | 김두관 | 김두관 | 손학규  | 손학규 | 문재인  | 문재인 | 계      |
| --------- | -------------- | --------- | ------ | ------ | ------ | ------ | ------- | ------ | ------- | ------ | ------- |
| 8월 25일  | 제주           | 현장      | 18     | 3.0    | 134    | 22.0   | 155     | 25.5   | 301     | 49.5   | 608     |
| 8월 25일  | 제주           | 모바일    | 942    | 4.9    | 2,739  | 14.2   | 3,693   | 20.5   | 11,701  | 60.5   | 19,35   |
| 8월 25일  | 제주           | 대의원    | 5      | 3.4    | 71     | 47.7   | 52      | 34.9   | 21      | 14.1   | 149     |
| 8월 26일  | 울산           | 현장      | 33     | 11.0   | 50     | 16.6   | 42      | 14.0   | 176     | 58.5   | 301     |
| 8월 26일  | 울산           | 모바일    | 347    | 3.8    | 2,974  | 32.7   | 1,058   | 11.6   | 4,719   | 51.9   | 9,098   |
| 8월 26일  | 울산           | 대의원    | 7      | 6.4    | 29     | 26.6   | 17      | 15.6   | 56      | 51.4   | 109     |
| 8월 28일  | 강원           | 현장      | 19     | 4.9    | 52     | 13.5   | 121     | 31.5   | 192     | 50.0   | 384     |
| 8월 28일  | 강원           | 모바일    | 298    | 5.4    | 574    | 10.4   | 2,075   | 37.4   | 2,598   | 46.9   | 5,545   |
| 8월 28일  | 강원           | 대의원    | 27     | 10.5   | 52     | 20.2   | 132     | 51.2   | 47      | 18.2   | 258     |
| 8월 30일  | 충북           | 현장      | 8      | 1.5    | 80     | 15.1   | 232     | 43.9   | 209     | 39.5   | 529     |
| 8월 30일  | 충북           | 모바일    | 455    | 2.7    | 1,780  | 10.6   | 6,755   | 40.2   | 7,796   | 46.4   | 16,786  |
| 8월 30일  | 충북           | 대의원    | 3      | 0.9    | 71     | 22.0   | 121     | 37.6   | 127     | 39.4   | 322     |
| 9월 1일   | 전북           | 현장      | 1,855  | 40.5   | 684    | 14.9   | 1,259   | 27.5   | 782     | 17.1   | 4,580   |
| 9월 1일   | 전북           | 모바일    | 9,443  | 24.6   | 4,707  | 12.3   | 8,757   | 22.8   | 15,489  | 40.3   | 38,396  |
| 9월 1일   | 전북           | 대의원    | 258    | 44.7   | 63     | 10.9   | 177     | 30.7   | 79      | 13.7   | 577     |
| 9월 2일   | 인천           | 현장      | 28     | 6.3    | 73     | 16.4   | 153     | 34.4   | 191     | 42.9   | 445     |
| 9월 2일   | 인천           | 모바일    | 687    | 6.3    | 1,823  | 16.6   | 2,841   | 25.9   | 5,607   | 51.2   | 10,958  |
| 9월 2일   | 인천           | 대의원    | 72     | 16.7   | 80     | 18.6   | 149     | 34.6   | 130     | 30.2   | 431     |
| 9월 4일   | 경남           | 현장      | 14     | 1.0    | 908    | 64.3   | 136     | 9.6    | 354     | 25.1   | 1,412   |
| 9월 4일   | 경남           | 모바일    | 374    | 1.6    | 10,265 | 42.6   | 2,256   | 9.4    | 11,216  | 46.5   | 24,111  |
| 9월 4일   | 경남           | 대의원    | 12     | 3.1    | 208    | 54.0   | 52      | 13.5   | 113     | 29.4   | 385     |
| 9월 6일   | 광주·전남      | 현장      | 200    | 4.0    | 1,257  | 25.0   | 2,182   | 43.4   | 1,385   | 27.6   | 5,024   |
| 9월 6일   | 광주·전남      | 모바일    | 2,105  | 3.3    | 9,546  | 14.9   | 20,053  | 31.3   | 32,345  | 50.5   | 64,049  |
| 9월 6일   | 광주·전남      | 대의원    | 130    | 14.5   | 215    | 23.9   | 375     | 41.7   | 179     | 19.9   | 899     |
| 9월 8일   | 부산           | 현장      | 20     | 1.8    | 290    | 26.0   | 90      | 8.1    | 714     | 64.1   | 1,114   |
| 9월 8일   | 부산           | 모바일    | 562    | 2.2    | 5,542  | 21.4   | 2,577   | 10.0   | 17,162  | 66.4   | 25,843  |
| 9월 8일   | 부산           | 대의원    | 21     | 5.1    | 75     | 18.1   | 59      | 14.3   | 259     | 62.6   | 414     |
| 9월 9일   | 대전·세종·충남 | 현장      | 41     | 5.0    | 95     | 11.6   | 215     | 26.3   | 468     | 57.1   | 819     |
| 9월 9일   | 대전·세종·충남 | 모바일    | 1,838  | 8.1    | 2,481  | 10.9   | 4,026   | 17.7   | 14,373  | 63.3   | 22,718  |
| 9월 9일   | 대전·세종·충남 | 대의원    | 81     | 14.8   | 64     | 11.7   | 139     | 25.4   | 263     | 48.1   | 547     |
| 9월 12일  | 대구·경북      | 현장      | 12     | 1.9    | 169    | 26.6   | 90      | 14.2   | 365     | 57.4   | 636     |
| 9월 12일  | 대구·경북      | 모바일    | 846    | 5.0    | 3,318  | 19.6   | 3,028   | 17.9   | 9,745   | 57.5   | 16,937  |
| 9월 12일  | 대구·경북      | 대의원    | 80     | 16.8   | 134    | 28.2   | 96      | 20.2   | 165     | 34.7   | 475     |
| 9월 15일  | 경기           | 현장      | 107    | 4.9    | 187    | 8.5    | 677     | 30.9   | 1,219   | 55.7   | 2,190   |
| 9월 15일  | 경기           | 모바일    | 3,527  | 4.7    | 6,661  | 8.8    | 17,270  | 22.9   | 47,844  | 63.5   | 75,302  |
| 9월 15일  | 경기           | 대의원    | 230    | 16.3   | 130    | 9.2    | 530     | 37.5   | 522     | 37.0   | 1,412   |
| 9월 16일  | 서울           | 현장      | 195    | 7.7    | 229    | 9.0    | 688     | 27.0   | 1,434   | 56.3   | 2,546   |
| 9월 16일  | 서울           | 모바일    | 17,756 | 6.9    | 29,845 | 11.6   | 53,197  | 20.7   | 156,122 | 60.8   | 256,920 |
| 9월 16일  | 서울           | 대의원    | 371    | 22.0   | 187    | 11.1   | 41      | 24.4   | 715     | 42.5   | 1,683   |
| 최종 결과 | 최종 결과      | 최종 결과 | 43,027 | 7.0    | 87,842 | 14.3   | 136,205 | 22.2   | 347,183 | 56.5   | 614,257 |

## 국민 후보
이후 무소속 안철수 후보, 진보정의당 심상정 후보 등과 야권 단일화에 성공한 문재인 후보는 민주통합당의 후보를 넘어서는 국민 후보로 추대되기 위해 국민연대를 결성했다.

앞서 안철수 후보와 문재인 후보는 11월 18일 발표한 '새정치 공동선언'에서 다음과 같이 약속한 바 있었다.
새정치와 정권 교체를 위한 '국민연대'를 이루어 함께 대한민국의 새 시대를 열겠습니다. 우리는 오늘 새정치 공동선언과 곧 발표될 공동의 비전을 바탕으로 가치와 정책을 공유하고 새로운 대한민국을 실현하기 위해 힘을 합치겠습니다. 개인적인 유불리를 뛰어넘어 대승적으로 대선 승리를 위해 후보 단일화를 이루어내겠습니다. 우리는 상호 존중과 연대의 정신을 바탕으로 새정치와 정권교체를 위한 국민연대를 이루어, 양측의 지지자 뿐만 아니라 더 많은 국민들의 힘을 결집해내고 12월 대선에서 반드시 승리하겠습니다.

11월 23일 안철수 후보가 선거 포기 및 문재인 후보 지지를 선언한 후, 민주통합당은 위 문구를 근거로 문재인 후보를 국민 후보로 추인하기 위한 국민연대 결성을 추진했다.
먼저 12월 5일 조국 서울대 교수, 황석영 작가, 우석훈 성공회대 교수 등 시민 단체 인사들은 국회 정론관에서 기자회견을 갖고 정권교체와 새정치를 위한 국민연대 제안을 선언했다. 다음 날인 12월 6일, 민주통합당, 진보정의당, 시민단체 등이 참여한 국민연대는 공식 출범식을 갖고 문재인 민주통합당 후보를 '국민후보'로 추대했다. 그러나 정작 새정치 공동선언의 당사자인 안철수 캠프는 민주통합당에서 전혀 협의나 통보 없이 진행한 일이라며 국민연대에 참여하지 않았다.
이후 문재인 후보는 "저는 더 이상 민주통합당만의 후보가 아니라 국민연대가 내세운 국민후보"라며, 집권 후 국민연대를 중심으로 민주통합당 등 정치 세력들을 통합해 국민 정당을 창당하겠다고 밝혔다. 그러나 대선 결과 문재인 후보는 2위로 낙선하였고, 국민연대를 중심으로 한 국민정당 창당은 유야무야 되었다.

## 같이 보기
- 대한민국 제18대 대통령 선거
- 대한민국 제18대 대통령 선거 새누리당 후보 경선
- 대한민국 제18대 대통령 선거 통합진보당 후보 경선
- 대한민국 제18대 대통령 선거 진보정의당 후보 선출
- 대한민국 제18대 대통령 선거 노동자대통령선거투쟁본부 후보 선출